# Heisterschoß
Heisterschoß [-ʃɔs] ist der nördlichste Stadtteil von Hennef (Sieg) im Rhein-Sieg-Kreis, Nordrhein-Westfalen.

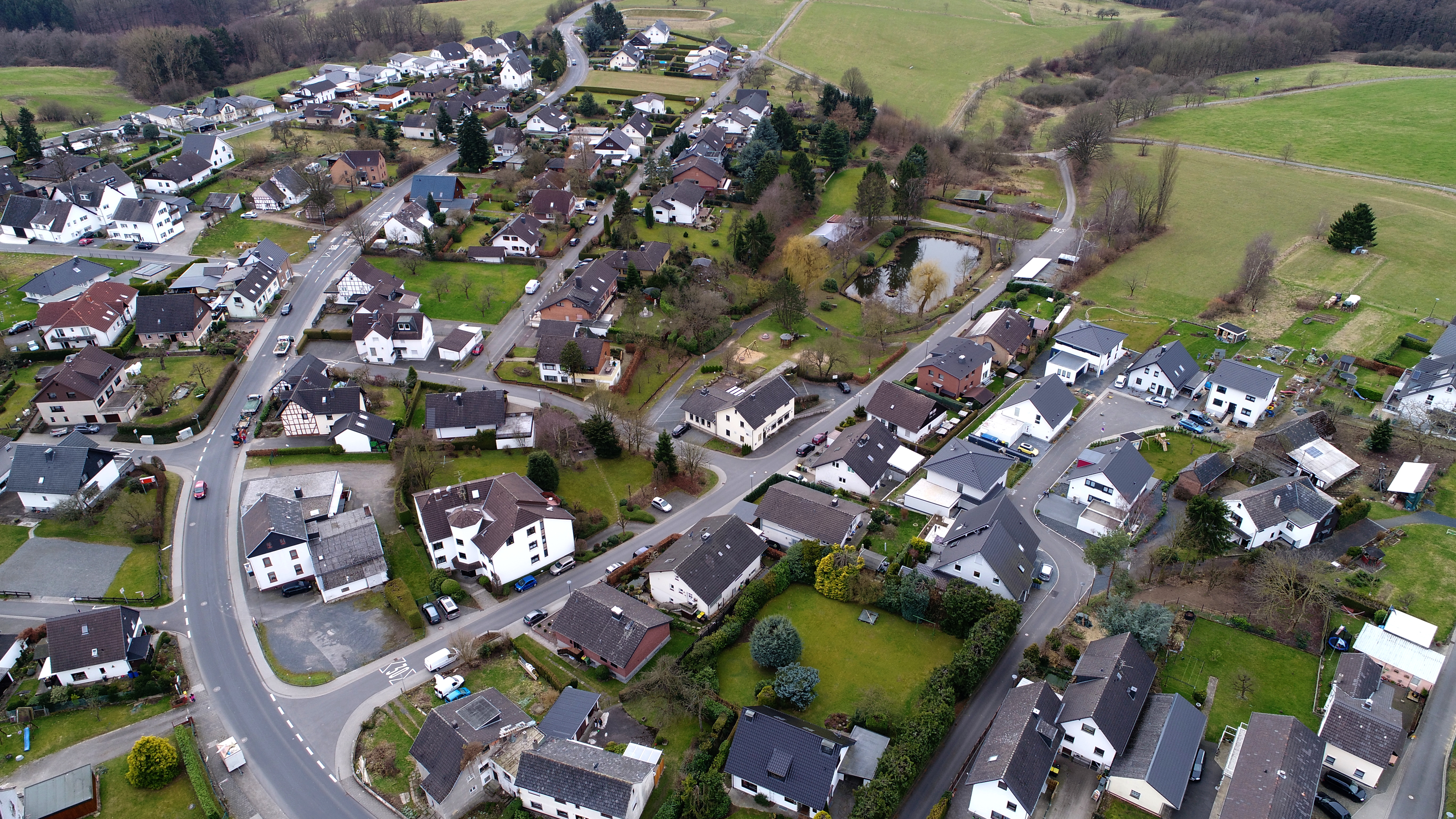
Heisterschoß, Luftaufnahme (2017)

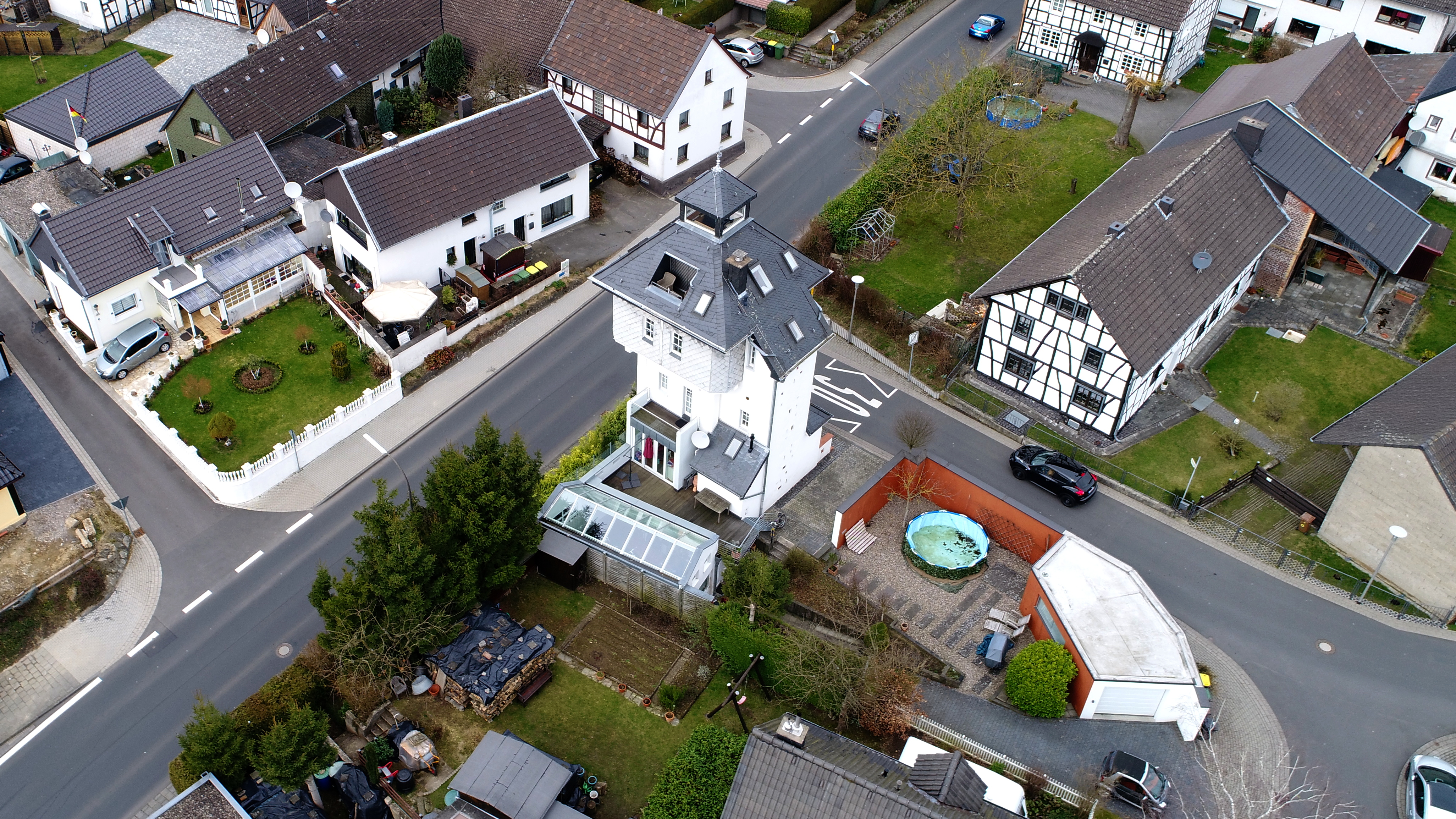
Heisterschoss, ehemaliger Wasserturm

## Lage
In direkter Nähe des Ortes liegt die Wahnbachtalsperre. Durch den Ort führt die Landesstraße 352, die in diesem Abschnitt seit Ende 2007 ein Teilstück der deutschen Alleenstraße ist. Das Dorf grenzt direkt an die Gemeinde Neunkirchen-Seelscheid, deren nächstgelegene Ortsteile Remschoß und Pinn sind.

## Geschichte
Der Name beruht auf den alten Bezeichnungen Heister für junge Buchen und -schoß für einen Bergvorsprung.
Heisterschoß gehörte bis 1956 zur Gemeinde Happerschoß, danach bis 1969 zur Gemeinde Lauthausen. Im Rahmen der kommunalen Neugliederung des Raumes Bonn kam die Ortschaft Heisterschoß zum 1. August 1969 an die damals neu gebildete Gemeinde Hennef (Sieg).

## Sehenswürdigkeiten
- ehemaliger Wasserturm in der Hauptstraße
- Teichanlage (ehemaliger Löschwasserteich)
- kleine Fachwerkkapelle (seit der Restaurierung 2008 gemauert) zwischen Heisterschoß und dem benachbarten Happerschoß

## Infrastruktur
- Die dreizügige Regenbogenschule, eine Grundschule, liegt zwischen Heisterschoß und Happerschoß.
- Ebenso der katholische Kindergarten der Kirchengemeinde Sankt Remigius.
- An den öffentlichen Personennahverkehr bindet die Buslinie 578 des VRS an.

## Vereine
- Chor Arche Noah
- Frauengemeinschaft Happerschoß
- Heimat- und Verschönerungsverein Heisterschoß
- Karnevalsgesellschaft "KG De Murrebüch"
- Karnevalsgesellschaft "KG De Muuzebüggele"
- Kirchenchor St. Cäcilia
- Maiclub e. V. Heisterschoß
- Quartettverein-Heisterschoss e. V. 1907
- Theatergruppe St. Remigius
- TSC Happerschoßer Tanzflöhe
- Väter- und Kinderkreis St. Remigius